# 法西斯之家 (科莫)

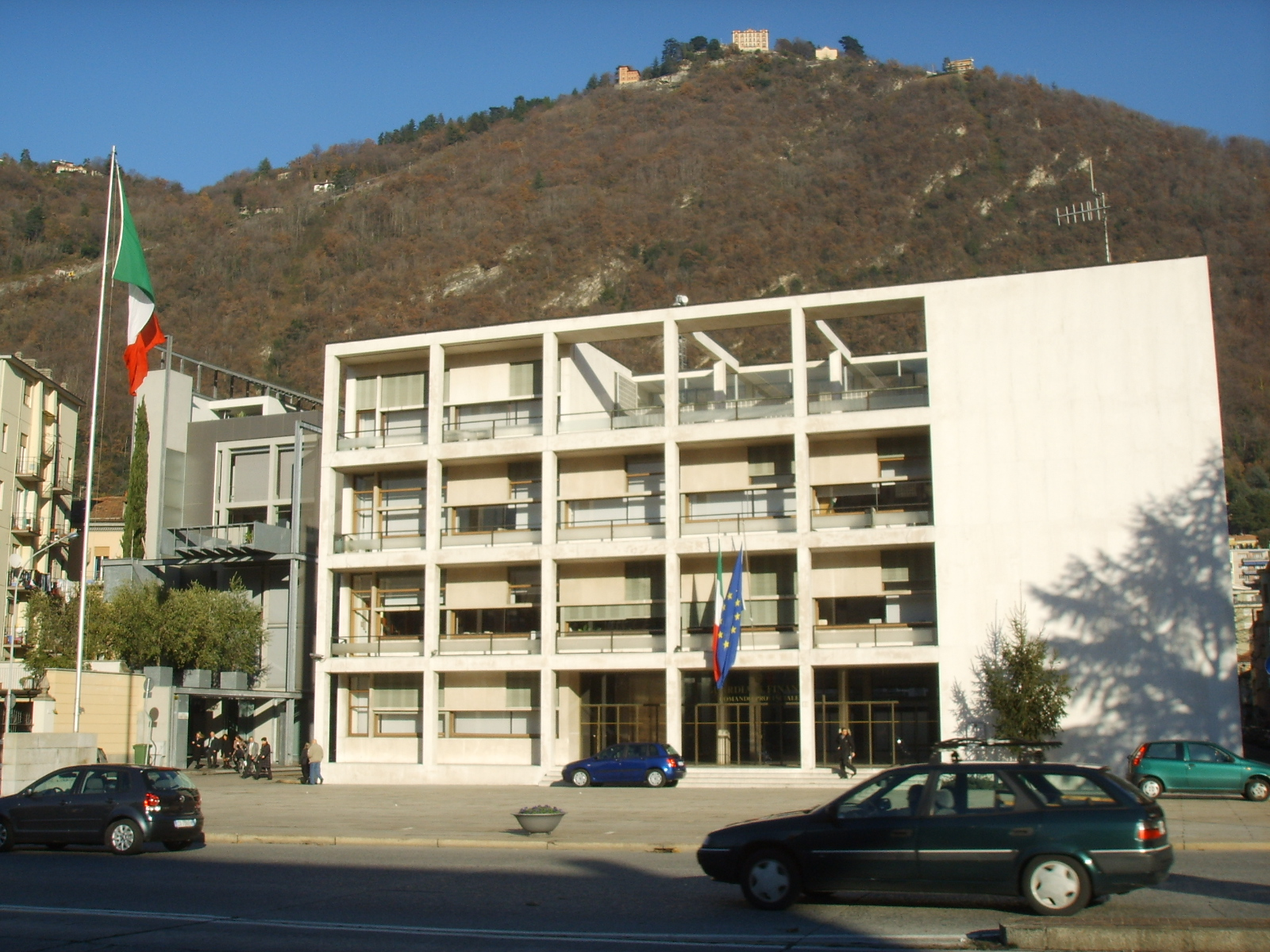
法西斯之家

法西斯之家（Casa del Fascio）又名特拉尼宫（Palazzo Terragni），是意大利北部城市科莫的一座建筑，意大利理性主义建筑师朱塞佩·特拉尼的作品。
该建筑建于1932-1936 年，墨索里尼统治时期，是国家法西斯党当地分支机构的所在地，采用了国际风格。
自1957年以来，该建筑为财经警察省级总部的所在地。